# Alberto II do Mónaco
Alberto II (Alberto Alexandre Luís Pedro, em francês:  Albert Alexandre Louis Pierre Grimaldi; Mónaco, 14 de março de 1958) é o príncipe soberano do Principado do Mónaco desde 2005, além de chefe da Casa de Grimaldi, filho do príncipe-soberano Rainier III e da atriz americana Grace Kelly. Tem duas irmãs, a princesa Caroline e a princesa Stéphanie de Mônaco. Alberto II possui o tratamento de "Sua Alteza Sereníssima" oficialmente.
Em 10 de dezembro de 2014 nasceram os seus dois filhos legítimos, frutos do seu casamento com a plebéia Charlene Wittstock, Princesa Consorte: uma menina, a princesa Gabriela, Condessa de Carladès, e um menino, o príncipe Jaime, Príncipe Herdeiro do Mónaco. O bebé do sexo masculino foi nomeado herdeiro da linha de sucessão ao trono monegasco, com o título de Sua Alteza Sereníssima, o Príncipe Herdeiro do Mônaco, Marquês de Baux, enquanto Gabriella tem o título de Condessa de Carladès. Ele ainda tem dois filhos fora do casamento: a estadunidense Jazmin Grace Grimaldi e o francês Alexandre Grimaldi-Coste. É Presidente de Honra do Rotary Club de Mônaco.

## Nascimento
Nascido no Palácio do Príncipe de Mônaco. Ele nasceu como o segundo nascido no geral e o primeiro e único varão do príncipe reinante Rainier III de Mônaco (1923-2005) e a sua esposa, a famosa ex-atriz estadunidense Grace Kelly, Princesa Consorte de Mônaco (1929-1982).
Alberto tem duas irmãs, a princesa Caroline de Mônaco (maior) e a princesa Stéphanie de Mônaco (caçula).
Na época de seu nascimento, ele era o herdeiro aparente ao trono monegasco. Ele tem ascendência irlandesa, alemã e monegasca. Por nascimento, Alberto tinha dupla cidadania do Principado de Mônaco e dos Estados Unidos da América por nascimento, antes de renunciar voluntariamente à sua cidadania estadunidense após se formar.
Foi batizado em 20 de abril de 1958, por Monsenhor Jean Delay, arcebispo de Marselha , na Catedral da Imaculada Conceição de Mônaco, em comunhão com a Igreja Católica. Os seus padrinhos foram: o príncipe Louis de Polignac e a princesa Vitória Eugénia de Battenberg, Rainha Consorte da Espanha (esposa do rei Afonso XIII de Espanha).

## Educação
Em 1976, o príncipe Alberto obteve o seu certificado de baccalauréat ao final de seu ensino secundário no "Lycée Albert Premier", uma prestigiada escola secundária pública de Mônaco.[carece de fontes?] Foi um campista e, durante a década de 1970, atuou como supervisor por seis verões em Camp Tecumseh, próximo do lago Winnipesaukee, em Moultonborough, Nova Hampshire.
Em 1977, depois de passar um ano treinando as suas tarefas como príncipe, Alberto foi matriculado em Amherst College, em Massachusetts, onde estudou ciência política, economia, música e literatura inglesa. Também se juntou à fraternidade Chi Psi.
Passou o verão de 1979, viajando pela Europa e pelo Oriente Médio.
Formou-se em 1981, com um Bachelor of Arts em ciência política. Alberto também realizou um programa de intercâmbio na Universidade de Bristol, na Inglaterra.

O seu idioma nativo é o dialeto monegasco e a língua francesa (as línguas consideradas como "oficiais" de Mónaco), mas ele também é fluente em inglês, alemão e italiano.

## Vida pessoal
Houve muita discussão a respeito do longo estado de solteiro do príncipe, embora Alberto tenha recebido bastante atenção da imprensa por ter namorado atrizes e modelos conhecidas, tais como Angie Everhart, Catherine Oxenberg, Brooke Shields, Claudia Schiffer e Victoria Zdrok. O príncipe Alberto é um dos proprietários da Yoctocosmos (sua rede social).
Em 2016, Albert comprou a casa de criação da princesa Grace Kelly de Mônaco no bairro de East Falls na cidade da Filadélfia (no estado da Pensilvânia), que foi originalmente construída por seu avô, Jack Kelly. Ao adquirir a propriedade da infância de sua mãe, ele afirmou que a casa poderia ser usada como um espaço de museu ou como escritórios para a Princess Grace Foundation. O príncipe Albert não possui propriedade direta do Palácio do Príncipe de Mônaco, mas possui casas pessoais nas cidades de La Turbie e o Château de Marchais em Marchais, ambas localizadas na França.
O príncipe foi um ávido esportista, praticando cross-country, lançamento do dardo, andebol, natação, judô, tênis, remo, iatismo, squash e esgrima. É patrono dos time de futebol de Mônaco. Participou de competições de bobsled nos Jogos Olímpicos de Inverno de 1988, 1992, 1994, 1998 e 2002 e desde 1985 é membro do Comité Olímpico Internacional.
Alberto é também conhecido por ser um entusiasta por veículos automotivos, e possui modelos como: o BMW Hydrogen 7, o Lexus LS 600h, o Lexus RX 400h, e o Toyota Prius PHV.
Ele possui um Dassault Falcon 7X, um jato de lazer para 14 passageiros, atualmente estacionado no Aeroporto de Nice Côte d'Azur na França.
Albert é amigo íntimo do artista Nall (Fred Nall Hollis) do Alabama e possui algumas de suas obras.

### Filhos ilegítimos
Em maio de 2005, Nicole Coste, uma comissária de bordo da Air France natural do Togo, alegou que seu filho mais novo, Alexandre Coste (nascido em 2003), era filho biológico do príncipe. Em 6 de julho daquele ano, Alberto confirmou via o seu advogado que o bebê era realmente o seu filho biológico.
Em 31 de maio de 2006, depois que um teste de DNA confirmou a paternidade de Jazmin Grace Rotolo (nascida em 1992), o príncipe Alberto admitiu por meio de seu advogado que ele era o pai biológico de Jazmin, com cuja mãe, Tamara Rotolo, ele teve um caso amoroso rápido. Ele também convidou a jovem para estudar e viver na cidade de Monte Carlo (capital de Mónaco), mas ela escolheu estudar e viver na Califórnia.

## Casamento e descendência
Em 10 de fevereiro de 2006, na cerimônia de abertura dos Jogos Olímpicos de Inverno, o príncipe Alberto foi visto acompanhado da ex-nadadora sul-africana Charlene Wittstock. Foram vistos juntos de novo no evento do Grande Prêmio de Mônaco.

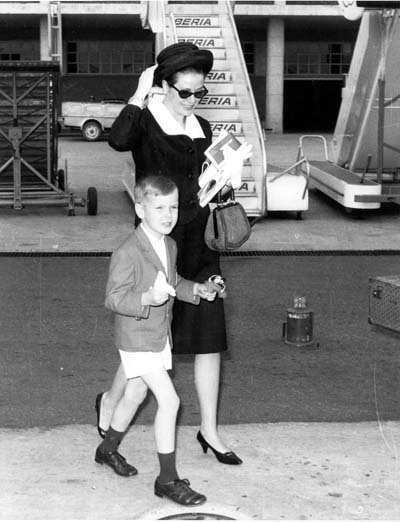
O jovem príncipe Alberto e sua mãe Grace Kelly em 1964.

Em agosto de 2006, ela participou do baile anual da Cruz Vermelha em presença da família principesca monegasca, gerando mais especulações sobre o seu relacionamento com Albert.
Em março de 2008, a revista francesa Point de Vue escreveu que Alberto e Charlene se iriam casar no verão de 2008, o que não se verificou.
Ambos continuaram comparecendo a eventos juntos, separados ou ao lado de membros da família de Grimaldi.

### Casamento
Em 1 de junho de 2010, foi anunciado oficialmente pelo Palácio do Príncipe de Mônaco, que Albert II e a Charlene Wittstock estavam noivos.
Em 1 de julho de 2011, o Príncipe Alberto e Charlene se casasam em uma  cerimonia civil na Sala do Trono do Palácio. Um dia depois, em 2 de julho de 2011, os dois se casaram religiosamente no jardim do Palácio numa cerimônia oficiada pelo arcebispo Bernard Barsi, com a noiva usando um vestido criado por Giorgio Armani.
O casal passou a lua de mel em Moçambique.

### Descendência
Em 30 de maio de 2014, o casal anunciou oficialmente que Charlene estava esperando o primeiro filho do casal, e que o bebê estava previsto para nascer até o final de 2014 no máximo.
Depois, em 7 de outubro de 2014, meses depois ao anúncio oficial da gestação, houve boatos de que a gravidez era de gêmeos, fato confirmado oficialmente por Charlene e depois pelo Palácio do Príncipe de Mônaco.
No dia 10 de dezembro de 2014, nasceram os gêmeos: o príncipe Jacques, Príncipe Herdeiro do Mónaco e a princesa Gabriela, Condessa de Carladès.

## Saúde
Em 19 de março de 2020, em meio à Pandemia de COVID-19 foi anunciado que Alberto estava com Covid-19 e o assunto logo repercutiu na imprensa mundial, como na CNN dos Estados Unidos. Ele ficou em isolamento social durante 14 dias, mas não apresentou sintomas graves. Meses depois, em 7 de dezembro, ele deu uma entrevista exclusiva para a People onde disse que os sintomas da doença duraram até junho, tendo ele apresentado tosse e fadiga "não todos os dias, mas duas, três vezes por semana".

## Funções oficiais

### Sucessão do trono monegasco
Até 2011, o fato de Alberto II não se ter ainda casado para ter filhos legítimos tornou-se uma preocupação pública e política, deixando dúvidas quanto à sucessão monegasca e à contínua independência de Mônaco, que seria entregue à França, se a Casa de Grimaldi deixasse de existir.
Em 2 de abril de 2002, uma solução legal foi formulada: o Mônaco aprovou a lei 1.249, que diz que se o príncipe morrer sem nenhum descendente direto legítimo, o trono passará a seus sobrinhos varões e aos descendentes destes, sob a regra da linha de sucessão ao trono monegasco, de preferência masculina da lei sálica. Antes dessa mudança, a coroa monegasca passaria somente para um descendente masculino direto de Alberto, tornando as suas irmãs inválidas para herdar o trono, caso ele continuasse sem filhos. Essa mudança torna a extinção da dinastia da Casa de Grimaldi pouco provável.
O príncipe Alberto casou com a plebéia Charlene Whitstock em 2011. Em 30 de maio de 2014, foi anunciado que a princesa Charlene estava grávida do que seriam os primeiros filhos legítimos (dentro do casamento) de Alberto. O nascimento dos gêmeos (princesa Gabriella e príncipe Jacques) ocorreu em 10 de dezembro de 2014. Até este nascimento de gémeos, era a sua irmã mais velha (a princesa Carolina do Mónaco), quem estava ainda como a até então herdeira presuntiva na linha de sucessão ao trono monegasco.

### Regência
No dia 22 de março de 2005, Rainier III, pai de Alberto, foi internado em um hospital e ficou em tratamento intensivo, devido a problemas de respiração, rins e coração.
Em 31 de março daquele ano, o Palácio anunciou que o príncipe Alberto tomaria as tarefas de seu pai como regente, já que Rainier III não tinha mais condições para exercer suas funções. O príncipe, então com quarenta e sete anos de idade, passou seu primeiro dia como regente cuidando de seu pai doente de oitenta e um anos, que foi o segundo monarca que mais tempo ficou no poder na Europa.

### Príncipe de Mônaco
Em 6 de abril de 2005, Alberto assumiu oficialmente o título de Alberto II de Mônaco e passou a ser o Príncipe-soberano de Mônaco. Ele é um membro do Fórum Econômico Mundial.
Ainda que seja uma monarquia constitucional, o Príncipe de Mônaco exerce funções de chefe de Estado e de chefe de governo. Alberto II pode dissolver o Conselho Nacional, propor ou alterar leis e a Constituição de Mônaco (que dependem da aprovação do legislativo) e conceder anistias ou cidadania monegasca. O poder judiciário também é subordinado ao príncipe.

## Títulos
Alberto II e os seus títulos:
- 14 de março de 1958 - 6 de abril de 2005: "Sua Alteza Sereníssima, o Príncipe Hereditário de Mônaco, Marquês de Baux"
- 6 de abril de 2005 - presente: "Sua Alteza Sereníssima, o Príncipe Soberano de Mônaco"

Como Príncipe, encurtou o seu título, o seu título oficial é "Sua Alteza Sereníssima, o Príncipe Soberano de Mônaco"; isto não inclui os muitos outros estilos reclamados pela família Grimaldi.
A 14 de outubro de 2022, foi agraciado com o grau de Grande-Colar da Ordem do Infante D. Henrique, de Portugal.